# Romano R.82
Romano R-82 là một loại máy bay huấn luyện, do Etienne Romano thiết kế, chế tạo bởi hãng SNCASE.

## Quốc gia sử dụng
Pháp
- Không quân Pháp
- Hải quân Pháp

 Cộng hòa Tây Ban Nha
- Không quân Cộng hòa Tây Ban Nha

## Tính năng kỹ chiến thuật (R-82)
Dữ liệu lấy từ 
Đặc điểm tổng quát
- Kíp lái: 2
- Chiều dài: 7.82 m (25 ft 7 in)
- Sải cánh: 9.88 m (32 ft 5 in)
- Chiều cao: 3.34 m (10 ft 11½ in)
- Diện tích cánh: 23.72 m2 (255.33 ft2)
- Trọng lượng rỗng: 918 kg (2024 lb)
- Trọng lượng có tải: 1328 kg (2928 lb)
- Powerplant: 1 × Salmson 9Aba, 209 kW (280 hp)

Hiệu suất bay
- Vận tốc cực đại: 240 km/h (149 mph)
- Tầm bay: 660 km (410 dặm)
- Trần bay: 6500 m (21325 ft)